# Liste der Monuments historiques in Courson-Monteloup
Die Liste der Monuments historiques in Courson-Monteloup führt die Monuments historiques in der französischen Gemeinde Courson-Monteloup auf.

## Liste der Bauwerke
| Bezeichnung     | Beschreibung | Standort | Kennzeichnung | Schutzstatus    | Datum | Bild |
| --------------- | ------------ | -------- | ------------- | --------------- | ----- | ---- |
| Schloss Courson |              | (Lage)   | PA00087876    | Inscrit, Classé | 1944  |      |

## Liste der Objekte
- Monuments historiques (Objekte) in Courson-Monteloup der Base Palissy des französischen Kultusministeriums